# Blast Tyrant
Blast Tyrant — шестой полноформатный студийный альбом американской стоунер-рок-группы Clutch, вышедший в 2004 году. Полное название альбома Blast Tyrant’s Atlas of the Invisible World Including Illustrations of Strange Beasts And Phantoms.

## Об альбоме
Альбом был выпущен в 2004 году и содержит 15 треков. В 2011 году альбом был переиздан и выпущен на собственном музыкальном лейбле группы Weathermaker. Переиздание содержит два диска, на первом диске оригинальный альбом, второй диск содержит десять песен: акустические версии «Tight Like That», «Basket of Eggs», «The Regulator» и «Drink to the Dead», а также ранее не издававшийся материал группы.
На песню «The Mob Goes Wild» был снят видеоклип режиссёром Райаном Данном. Сингл с этой песней занял 39-е место в хит-параде Hot Mainstream Rock Tracks.
В чарте журнала Billboard альбом занял 147-е место.

## Список композиций
| №                   | Название                                 | Длительность |
| ------------------- | ---------------------------------------- | ------------ |
| 1.                  | «Mercury»                                | 3:00         |
| 2.                  | «Profits of Doom»                        | 3:12         |
| 3.                  | «The Mob Goes Wild»                      | 3:32         |
| 4.                  | «Cypress Grove»                          | 2:45         |
| 5.                  | «Promoter (of Earthbound Causes)»        | 3:14         |
| 6.                  | «The Regulator»                          | 5:25         |
| 7.                  | «Worm Drink»                             | 3:13         |
| 8.                  | «Army of Bono»                           | 4:36         |
| 9.                  | «Spleen Merchant»                        | 2:38         |
| 10.                 | «(In the Wake of) The Swollen Goat»      | 3:01         |
| 11.                 | «Weathermaker»                           | 0:47         |
| 12.                 | «Subtle Hustle»                          | 2:46         |
| 13.                 | «Ghost»                                  | 4:37         |
| 14.                 | «(Notes from the Trial of) La Curandera» | 5:49         |
| 15.                 | «WYSIWYG»                                | 5:49         |
| Общая длительность: | Общая длительность:                      | 54:31        |

## Участники записи

### Члены группы
- Нил Фэллон — вокал, электрогитара, клавишные
- Тим Салт — электрогитара
- Дэн Мейнс — бас-гитара
- Жан-Поль Гастер — ударные

### Продюсирование и звукозапись
- Machine — продюсер
- Jeff Juliano — звукоинженер
- Ted Young — ассистент звукоинженера
- Nick Rowe — мастеринг